# Yueosaurus tiantaiensis
Lo yueosauro (Yueosaurus tiantaiensis) è un dinosauro erbivoro appartenente agli ornitopodi. Visse tra la fine del Cretaceo inferiore e l'inizio del Cretaceo superiore (Aptiano/Cenomaniano, circa 115 - 100 milioni di anni fa) e i suoi resti fossili provengono dalla Cina.

## Classificazione
Questo animale è stato descritto per la prima volta nel 2012, sulla base di uno scheletro incompleto articolato e ben conservato proveniente dalla località di Tiantai (provincia di Zhejiang, Cina), nella formazione Liangtoutang. L'olotipo comprende le vertebre cervicali, dorsali e caudali, la scapola, alcune costole, alcune ossa del bacino, parte di una zampa anteriore e di una posteriore. Secondo lo studio (Zheng et al., 2012) Yueosaurus rappresenta un ornitopode primitivo (basale), il primo di questo tipo proveniente dalla Cina meridionale. Questo dinosauro differisce da altri ornitopodi simili per una combinazione di caratteri, principalmente nelle vertebre e nella scapola. Doveva essere un animale bipede dalla corporatura snella, con zampe posteriori allungate e forti e zampe anteriori corte, lungo circa due metri.